# Silberne Lorbeerblatt

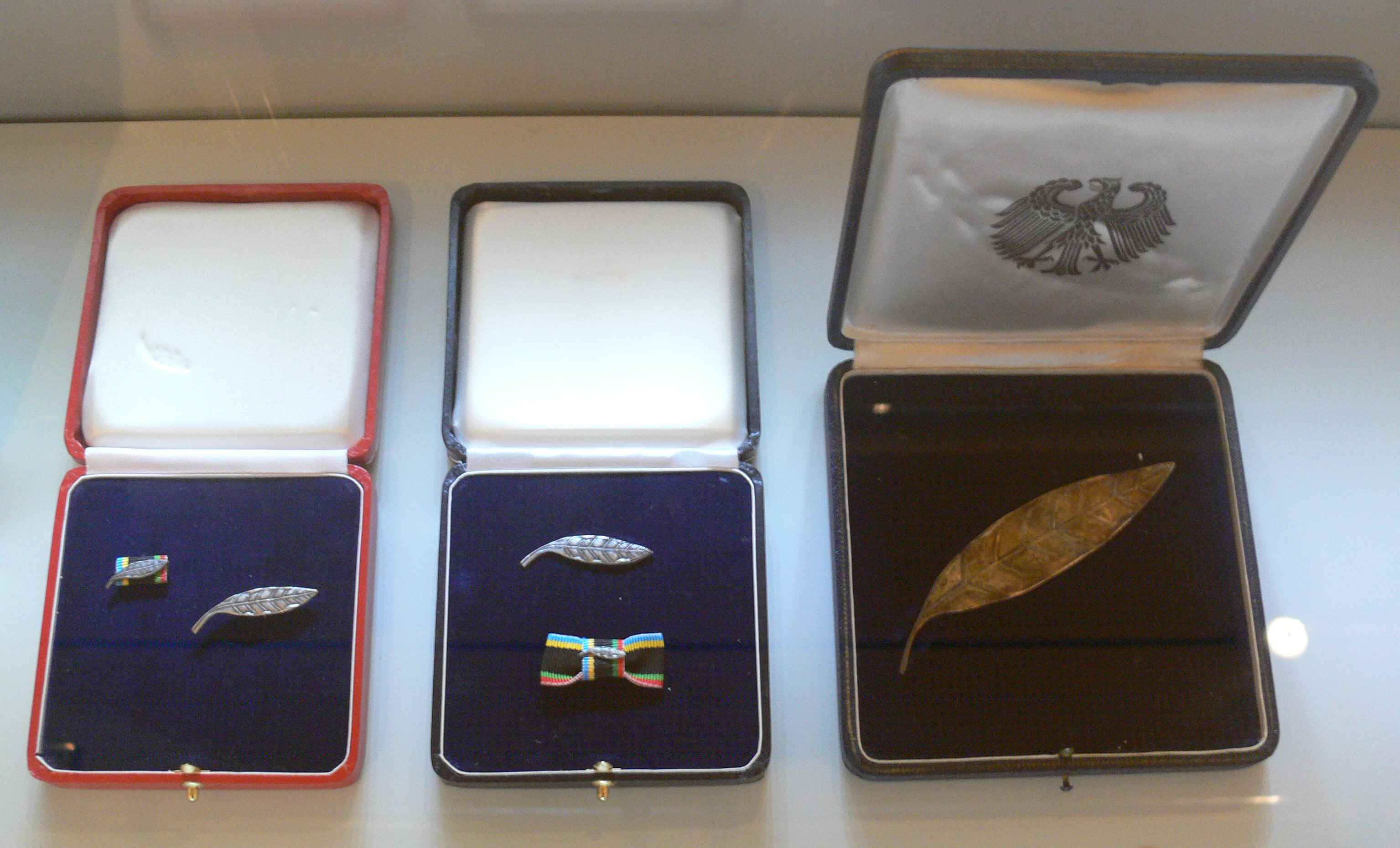
Diferentes tipos da 'Silberne Lorbeerblatt'.

Silberne Lorbeerblatt (folha de prata) é a maior distinção esportiva concedida pelo Governo da Alemanha.

## Agraciados
- Fritz Thiedemann, Equestrianism (25 junho de 1950)
- Inge Pohmann, Tennis (25 junho de 1950)
- Franz Beckenbauer, futebolista
- Verena Bentele, blind paralympic biathlete and cross-country skier
- Kirsten Bruhn, paralympic swimmer
- Bastian Schweinsteiger, futebolista
- Philipp Lahm, futebolista (2 vezes)
- Fabian Hambüchen, ginasta
- Matthias Steiner, alterofilista
- Birgit Prinz, futebolista
- Jens Weißflog
- Boris Becker, tenista (1985)
- Dirk Nowitzki, campeão da NBA (2011)
- Michael Schumacher, bicampeão mundial de Fórmula 1 (1995)
- Sebastian Vettel, bicampeão mundial de Fórmula 1 (22 de fevereiro de 2012)[1]